# Кларк, Уильям (спортсмен)
Уильям А. Кларк (англ. William A. Clark; март 1842, Цинциннати, Огайо — 20 октября 1913, Ноксвилл, Теннесси) — американский стрелок из лука, серебряный призёр летних Олимпийских игр 1904 года.
На Играх 1904 года в Сент-Луисе Кларк участвовал в двух мужских дисциплинах. Он занял второе место в командном соревновании и выиграл серебряную медаль. Также он стал пятым в двойном американском круге.